# Едвин Остин Аби
Едвин Остин Аби (енгл. Edwin Austin Abbey; Филаделфија, 1. април 1852 — 1. август 1911) био је амерички уметник, илустратор, и сликар. Најпознатији је по својим графикама и сликама о Шекспировим ликовима и личностима викторијанског времена, као и по сликању крунисања Едварда VII. Његов најпознатији рад, Потрага за Светим гралом, је сада изложен у Бостонској библиотеци.

## Биографија
Рођен је 1. априла 1852. године у Филаделфији у породици Максвела Ебија и Марџери Ен Кипл. Студирао је уметност на Пенсилванијској академији лепих уметности код Кристијана Шуселеа. Едвин је почео да ради као илустратор, стварајући бројне илустрације и скице за часописе. Године 1871 преселио се у Њујорк. Његове илустрације су биле под јаким утицајем француске и немачке црно-беле уметности. Радио је на илустрацији неколико најпродаванијих књига тог времена, укључујући Божићне приче Чарлса Дикенса (1875) и Избор из поезије Роберта Херика и четворотомног издања Шекспирових комедија.
Мада је рођен у Сједињеним Америчким Државама, Едвин се сели у Енглеску године 1878. Аби постаје пуноправни члан краљевске академије уметности 1898. Године 1902. изабран је да уради слику крунисања Едварда VII. Тај рад постаје званична слика догађаја и данас је изложена у Бакингемској палати. Године 1907. одбија право да поврати своје држављанство америчког грађанина. Са другим америчким уметницима имао је добро пријатељство, поготово са сликарима као што су Џон Сингер Сарџент и Франк Милет.
Завршава мурале у Бостонској јавној библиотеци 1890-их година. Од 1908-1909, Аби слика више мурала и ствара више уметничких дела у Пенсилванији. Теме за зграде су му већином биле алегоричне и представљали су симболе за Науку, Уметност, Правду, и Религију.
Ускоро Аби бива изабран за Националну Академију Дизајна и Америчке академије уметности. Године 1937 Универзитет Јејл постаје дом за многе његове радове захваљујући захтеву његове удовице.

## Галерија
- Сцена из Хамлета, уље на платну, 1897
- Суђење Ане Хачинсон, 1901
- Дух светлости, Пенсилванија
- Алеголошка фигура на тему Науке, Пенсилванија